# 단문청새치
단문청새치(Tetrapturus angustirostris) 또는 짧은부리새치는 돛새치목 돛새치과에 속하는 물고기이다. 몸길이는 2.3m에 몸무게는 52kg인 대형어류에 속한다.

## 특징과 먹이
단문청새치는 일반적인 청새치와 혼동이 되기가 쉬우나 엄연히 다른 종이다. 청새치와 유사한 점들이 많으나 차이점은 청새치에 비해 몸이 매우 측편으로 되어 있으며 가슴지느러미가 짧고 좁으며 뾰족한 주둥이가 청새치에 비해 짧다는 차이점의 특징이 있다. 이외에도 몸의 등쪽은 암청색을 띄며 측면은 갈색 바탕에 청색의 점들이 산재가 되어 있고 배쪽은 은색을 띈다. 제1등지느러미는 암청색이며 이외의 등지느러미는 갈색이나 고동색을 띈다. 가슴지느러미는 짧고 좁으며 제1등지느러미의 가장자리는 완만하다. 먹이는 멸치, 청어, 정어리와 같은 작은물고기와 오징어와 같은 두족류, 갑각류를 먹는다.

## 서식지와 어획
단문청새치의 주요한 서식지는 태평양, 인도양의 일대이며 주로 일본, 미국, 호주, 인도네시아의 일대에서 주로 서식힌다. 서식수심은 0~1830m이며 주로 표해수대에서 서식하지만 가끔씩 심해로 내려가서 먹이를 사냥하기도 한다. 단문청새치도 청새치와 마찬가지로 식용으로서 사용이 가능한 물고기이다.

## 같이 보기
- 돛새치목
- 돛새치과